# Copa Rio (internationaal toernooi)
De Copa Rio was het eerste intercontinentale voetbaltoernooi. Deze trofee wordt erkend als de eerste wedstrijd voor clubs  van wereldniveau. De Braziliaanse pers bestempelde het toernooi als het eerste wereldkampioenschap voor clubs en dus een voorloper van de intercontinentale beker en had eenzelfde format als het WK voor clubs, dat sinds 2000 gespeeld wordt. De Copa Rio werd georganiseerd door de Braziliaanse voetbalbond (CBF).
De twee edities van de Copa Rio werden gespeeld in Rio de Janeiro en São Paulo. De planning was om de competitie om de twee jaar te organiseren, maar reeds in 1952 werd een tweede editie georganiseerd op verzoek van Fluminense, dat dat jaar vijftig jaar bestond. Palmeiras werd de eerste winnaar in 1951 en een jaar later werd Fluminense, dat mee organiseerde, kampioen.
In 1953 werd de competitie opgevolgd door het Torneio Octogonal Rivadavia Corrêa Meyer, dat gewonnen werd door Vasco da Gama. Dit toernooi werd gedomineerd door Braziliaanse teams (vijf tegenover drie niet-Braziliaanse teams), waardoor het een deel van zijn internationaal aspect verloor. In december 2007, en andere keren later, hebben Palmeiras en Fluminense de FIFA gevraagd om de Copa Rio-edities te erkennen als officiële wereldkampioenschap voor clubs, maar de FIFA reageerde niet positief op de verzoeken.
Op 27 oktober 2017 kondigde de FIFA aan om de winnaars van de intercontinentale beker als officiële (de jure) wereldkampioenen te erkennen, met dezelfde status/titel als de winnaars van het wereldkampioenschap voetbal voor clubs. De Copa Rio werd uitgesloten van de lijst met officiële wereldkampioenen. Echter meldde het FIFA Council dat in de toekomst de status kon worden veranderd. In april 2019 verklaarde FIFA-voorzitter Gianni Infantino in Brasilia, geïnterviewd door lokale media, dat voor de wereldfederatie alleen de winnaars van de Intercontinental Cup en de FIFA Club World Cup als legitieme wereldkampioenen werden beschouwd.
De Brazilianen beschouwen de Copa Rio als veel belangrijker dan de Pequeña Taça do Mundo, een soortgelijke competitie die in Venezuela gespeeld werd vanaf 1952. In 1951 annuleerde Vasco da Gama nog een tournee door Europa om in de Copa Rio te kunnen spelen. In 1953 wees Vasco de uitnodiging om aan de Pequeña Taça do Mundo deel te nemen af. Hierop werd Corinthians uitgenodigd om Vasco te vervangen en deze club won uiteindelijk de competitie.
De staatskampioenen van São Paulo en Rio de Janeiro, de toenmalige hoofdstad van het land, werden uitgenodigd om deel te nemen. In deze tijd was er nog geen eenvormige competitie in Brazilië en deze twee competities werden beschouwd als de sterkste van het land. Verder werd ook de Portugese kampioen uitgenodigd vanwege de koloniale banden. Eerder dat jaar sloeg Portugal nog een uitnodiging af om aan het WK in Brazilië deel te nemen vanwege de hoge reiskosten. Ook de kampioenen van Uruguay, Italië, Zweden, Engeland en Spanje werden uitgenodigd, allemaal landen die ook aan het WK deelnamen. Aanvankelijk werden andere kampioen uit sterke competities zoals Frankrijk, Argentinië, Sovjet-Unie, Hongarije, Tsjecho-Slowakije en West-Duitsland niet uitgenodigd omdat zij ook niet aan het WK deelnamen. De Franse kampioen OGC Nice werd uiteindelijk toch uitgenodigd nadat de Spaanse kampioen FC Barcelona afhaakte. Nadat ook Zweden en Engeland geen vertegenwoordiger stuurden werden de Oostenrijkse kampioen, de Oostenrijkse clubs deden het vaak goed in de Mitropacup en de Joegoslavische kampioen (Joegoslavië nam ook aan het WK deel) nog uitgenodigd. In 1952 werden ook teams uit Argentinië en West-Duitsland, die in 1951 niet uitgenodigd werd, gevraagd.
Een van de redenen voor de afzeggingen was de Copa Latina, die ongeveer in dezelfde periode gespeeld werd. Terwijl AC Milan en Atlético Madrid aan de Braziliaanse voetbalbond liet weten dat ze niet deelnamen aan de Copa Rio vanwege de Copa Latina trok Nice zich terug uit de Copa Latina om deel te kunnen nemen aan de Copa Rio. Een jaar later maakte Nice de omgekeerde beweging en trok zich terug uit de Copa Rio, net als Barcelona en Juventus. Real Madrid onderhandelde in 1952 zowel met de Copa Rio als de Pequeña Copa del Mundo en koos uiteindelijk voor de tweede competitie. Het Colombiaanse Millionarios sloeg om eenzelfde reden het aanbod van de Brazilianen af. Het Italiaanse Internazionale vond zichzelf te licht om deel te nemen aan een groot toernooi. Er is geen reden bekend waarom de Britse teams (Tottenham Hotspur en Newcastle in 1951 en Newcastle en Hibernian in 1952) niet deelnamen aan de competitie. Desinteresse zou een van de redenen kunnen zijn, daar de Britse clubs ook al niet tuk waren op deelname aan de intercontinentale beker in de jaren zeventig.
Sommige clubs wilden meedoen, maar konden niet en andere clubs wilden meedoen, maar mochten niet. In 1951 vroeg de Mexicaanse kampioen Atlas Guadalajara of ze mee mochten doen, maar de aanvraag werd geweigerd. In 1952 verbood de Argentijnse bond aan de landskampioen Racing Club om deel te nemen. Het Duitse 1. FC Nürnberg wou wel deelnemen maar kon niet omdat een wet het verbood dat West-Duitse teams tussen 1950 en 1952 deelnamen aan internationale competities. 1. FC Saarbrücken nam de plaats in omdat de wet hier niet op sloeg, aangezien het Protectoraat Saarland geen deel was van de Bondsrepubliek. Dinamo Zagreb wilde ook deelnemen in 1952, maar mocht dit niet. Het Uruguayaanse CA Peñarol trok zich dan weer terug tijdens het toernooi in 1952 omdat ze zichzelf niet veilig voelden, nadat een wedstrijd in chaos eindigde.
Omdat het zo moeilijk was om Europese teams in Brazilië te krijgen besloot de bond dat er in 1953 vier Braziliaanse en vier buitenlandse teams moesten deelnemen. Kort voor de start verbood de Uruguayaanse bond echter aan Nacional om deel te nemen dat jaar, waardoor Fluminense opgetrommeld werd als vijfde Braziliaanse club. Het West-Duitse Rot-Weiss Essen werd uitgenodigd nadat ze de Duitse beker wonnen, maar door een 4-0 nederlaag in een vriendschappelijke wedstrijd tegen America FC, dat door de Braziliaanse bond niet als een topteam gezien werd, werd de club toch te licht bevonden en werd de uitnodiging ingetrokken. Hoewel de editie van 1953 onder een andere naam gespeeld werd wordt dit toch algemeen gezien als een opvolger van de Copa Rio.

## Finales
| Jaar         | Finale     | Finale                   | Finale      |
| Jaar         | Winnaars   | Score                    | Verliezers  |
| ------------ | ---------- | ------------------------ | ----------- |
| 1951 Details | Palmeiras  | 2 – 2 1 – 0 Totaal 3 – 2 | Juventus    |
| 1952 Details | Fluminense | 2 – 0 2 – 2 Totaal 4 – 2 | Corinthians |